# Fieiro (Puerto del Son)
Fieiro (en gallego y oficialmente, O Fieiro) es una aldea del municipio de Puerto del Son, Galicia, España. Pertenece a la parroquia de Miñortos. Se sitúa en el límite del municipio con Noya y la aldea de O Rial.
Es un asentamiento de origen rural categorizado como aldea según el PGOM de Puerto del Son. En 2022 tenía una población de 35 habitantes (17 hombres y 18 mujeres). Tiene una extensión delimitada de 32.373 m² y la extensión del núcleo tradicional era de 20.727 m². Está situada a aproximadamente a 9 km de la cabecera municipal.
Comparte estructura con el asentamiento de Boiro. Disponen de un callejero común con los núcleos de la vecina parroquia de Boa, en Noya, a los cuales está conectada. Según el INE es una entidad singular de población que consta de un único núcleo. Las construcciones de nueva planta se sitúan alrededor del espacio más tradicional, en el centro del núcleo. Está formada por 26 edificaciones de las cuales 20 corresponden a viviendas unifamiliares (11 tradicionales y 9 de carácter más reciente). Las otras 6 corresponden a pequeñas edificaciones adjuntas a las viviendas.
En Fieiro se encuentra la fortaleza de Tras do Rio, de la casa de Romay.
En esta aldea podemos encontrar una vivienda habilitada para el turismo rural.

## Galería de imágenes
|                                                      |
| Fieiro, fotografiada por un vuelo americano en 1956. |

|                                              |
| Imagen por satélite actual, con sus límites. |